# 維謝夫卡河
54°09′11″N 16°17′57″E / 54.153020°N 16.299166°E
維謝夫卡河（波蘭語：Wyszewka）是波蘭的河流，位於該國西北部，處於西波美拉尼亞省，屬於傑日任欽卡河的右支流，河道全長10公里，流域面積22平方公里。